# Donaueschingen
Donaueschingen est une ville allemande située dans la Forêt-Noire, dans le Bade-Wurtemberg.
Ville touristique, artistique, hippique et de garnison, on y trouve le château des princes de Fürstenberg et la source du Danube.
À Donaueschingen commence la « Piste cyclable internationale le long du Danube », qui fait 1 200 kilomètres, et se termine à Budapest.

## Géographie
Sa population s'élevait à 21 369 habitants en 2009. Elle est située au sud de Villingen-Schwenningen et à l'est de Fribourg-en-Brisgau.

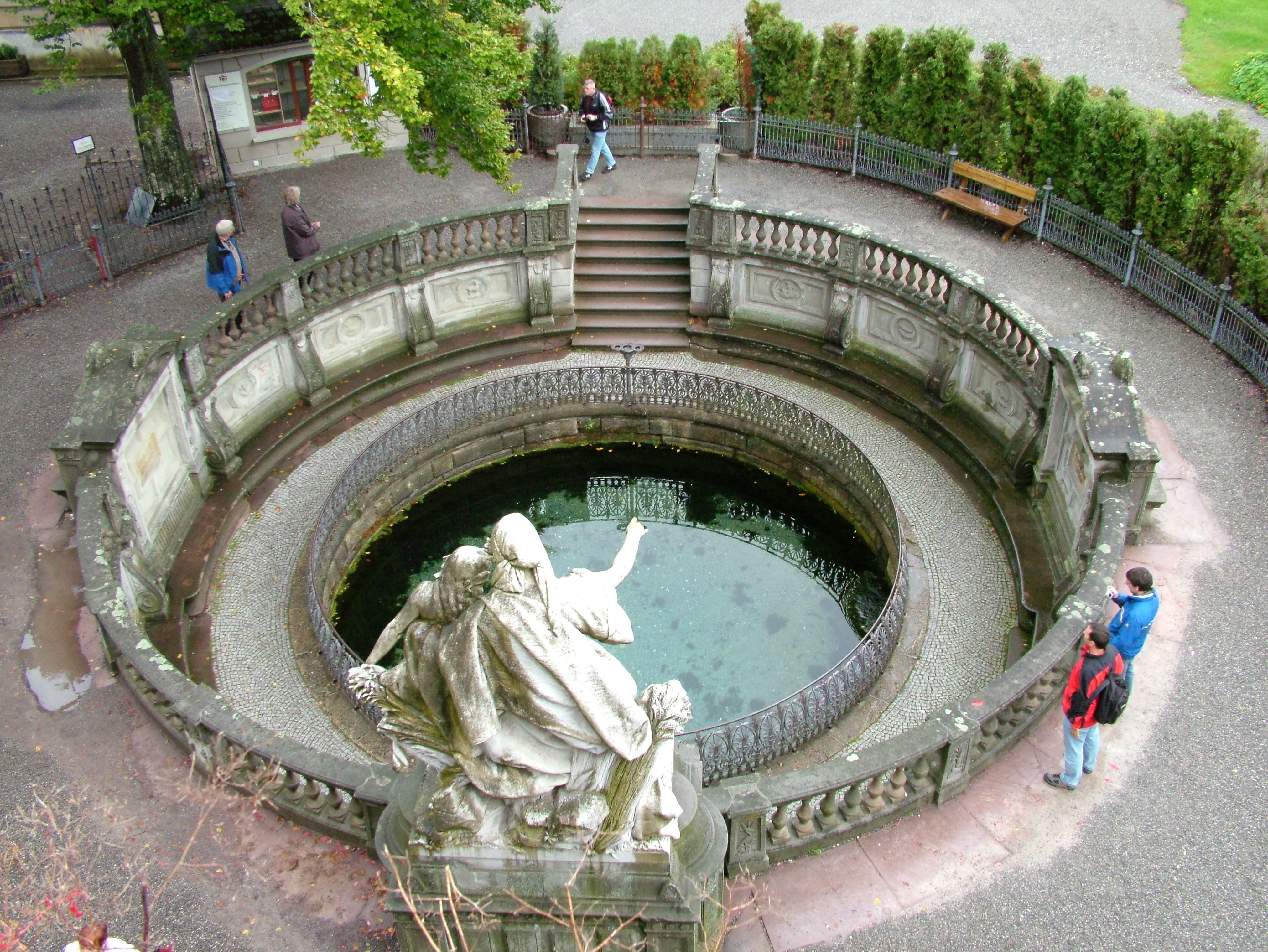
La source « traditionnelle » du Danube dans les jardins du château princier des Fürstenberg à Donaueschingen.

C'est à Donaueschingen que les deux cours d'eau, le Brigach et le Breg, nés sur le plateau de Baar, donnent naissance au Danube. La racine Donau est le nom allemand du Danube. La source « traditionnelle » que l'on trouve dans les jardins du château princier des Fürstenberg est en fait des résurgences de la Brigach qui fut canalisée en 1876.

## Festival de musique contemporaine
Donaueschingen accueille le Festival de Donaueschingen (Donaueschinger Musiktage) de musique contemporaine qui, depuis 1921, se déroule chaque année en octobre et à l'occasion duquel se produisent compositeurs et musiciens d'avant-garde. C'est ainsi que fut créée le 16 octobre 1955, sous la direction de Hans Rosbaud, l'œuvre Metastasis de Iannis Xenakis, premier opus du compositeur.

## Concours hippique international
Chaque année, en septembre, un concours hippique international se déroule à Donaueschingen. En 2003, les championnats d'Europe de saut d'obstacles s'y sont déroulés.

## Ville de garnison
C'est à Donaueschingen, traditionnellement ville de garnison, qu'étaient cantonnés, caserne Fürstenberg :
- de 1945 à 1952, le 1er régiment d'infanterie ;
- de 1952 à 1956, le 1er régiment d'infanterie motorisé (1er RIM) ;
- de 1956 à 1964 le 4e régiment de tirailleurs marocains ;
- à partir de 1964 le 110e régiment d'infanterie français, jusqu'à sa dissolution le 24 juin 2014[2], ainsi que le 292e Jäger Bataillon allemand, ces deux régiments faisant partie de la Brigade franco-allemande.

## Route touristique
La Route verte (en allemand : Grüne Straße), qui commence dans les Vosges à Contrexéville et traverse comme route transfrontalière le Rhin entre Neuf-Brisach et Vieux-Brisach, passe par la Forêt-Noire et Donaueschingen et termine son itinéraire sud à Constance (Allemagne) et dans son itinéraire nord à Lindau.

## Jumelages
- Saverne (France) depuis le 3 mai 1964

À l'occasion du 45e anniversaire de ce jumelage, les blasons des deux villes ont été mis sur la rame TGV POS 4403, le 28 novembre 2009.
- Vác (Hongrie) depuis 1993
- Kaminoyama (Japon) depuis 1995

## Personnalités liées à la commune
- Joseph Wenzel de Fürstenberg (1728-1783), prince de Fürstenberg mort à Donaueschingen.
- Joseph Marie de Fürstenberg (1758-1796), prince de Fürstenberg né et mort à Donaueschingen.
- Charles Joachim de Fürstenberg (1771-1804), prince de Fürstenberg né et mort à Donaueschingen.
- Joseph von Lassberg (1770-1855), germaniste et écrivain né à Donaueschingen.
- Johann Nepomuk Zwerger (1796-1868), sculpteur né à Donaueschingen
- Charles-Egon III de Fürstenberg (1820-1892), militaire et chef de la maison von und zu Fürstenberg né à Donaueschingen.
- Robert von Hornstein (1833-1890), compositeur né à Donaueschingen.
- Eugen Meindl (1892-1951), militaire né à Donaueschingen.
- Irma Hünerfauth (1907-1998), artiste plasticienne née à Donaueschingen.
- Joachim-Egon de Fürstenberg (1923-2002), entrepreneur et chef de la maison von und zu Fürstenberg, mort à Donaueschingen.
- Anselm Kiefer (1945-), artiste plasticien né à Donaueschingen.